# Mantua (Virginia)
Mantua es un lugar designado por el censo en el  condado de Fairfax, Virginia  (Estados Unidos). Según el censo de 2010 tenía una población de 7.135 habitantes.

## Demografía
Según el censo del 2000, Mantua tenía 7.485 habitantes, 2.627 viviendas, y 1.938 familias. La densidad de población era de 1.194,2 habitantes por km².
De las 2.627 viviendas en un 35,9%  vivían niños de menos de 18 años, en un 64,7%  vivían parejas casadas, en un 6,4% mujeres solteras, y en un 26,2% no eran unidades familiares. En el 21,7% de las viviendas  vivían personas solas el 13,7% de las cuales correspondía a personas de 65 años o más que vivían solas. El número medio de personas viviendo en cada vivienda era de 2,7 y el número medio de personas que vivían en cada familia era de 3,15.
Por edades la población se repartía de la siguiente manera: un 24,5% tenía menos de 18 años, un 5,5% entre 18 y 24, un 22,2% entre 25 y 44, un 27,9% de 45 a 60 y un 19,8% 65 años o más.
La edad media era de 44 años.  Por cada 100 mujeres de 18 o más años  había 86,7 hombres.
La renta media por vivienda era de 88.367$ y la renta media por familia de 103.277$. Los hombres tenían una renta media de 70.899$ mientras que las mujeres 45.184$. La renta per cápita de la población era de 37.672$. En torno al 2,3% de las familias y el 3,5% de la población estaban por debajo del umbral de pobreza.

## Localidades adyacentes
El siguiente diagrama muestra a las localidades más próximas a Mantua.